# Villa Litoral
Villa Litoral ist eine Ortschaft im Departamento La Paz im südamerikanischen Andenstaat Bolivien.

## Lage im Nahraum
Villa Litoral liegt in der Provinz Caranavi und ist ein Ort im Cantón Eduardo Avaroa im Municipio Alto Beni. Die Ortschaft liegt auf einer Höhe von 424 m am linken, südlichen Ufer des Río Alto Beni, dem Oberlauf des Río Beni.

## Geographie
Villa Litoral liegt in den bolivianischen Yungas östlich der Anden-Gebirgskette der Cordillera Real.
Die mittlere Durchschnittstemperatur der Region liegt bei etwa 28 °C, der Jahresniederschlag beträgt fast 1600 mm (siehe Klimadiagramm Palos Blancos). Die Region weist ein ausgeprägtes Tageszeitenklima auf, die Monatsdurchschnittstemperaturen schwanken im Jahresverlauf nur unwesentlich zwischen 25 °C im Juni/Juli und 29 °C im November/Dezember. Die Monatsniederschläge liegen unter 100 mm von Mai bis September und erreichen Werte von mehr als 200 mm von Dezember bis Februar.

## Verkehrsnetz
Villa Litoral liegt in einer Entfernung von 237 Straßenkilometern nordöstlich von La Paz, der Hauptstadt des gleichnamigen Departamentos.
Von La Paz führt die Nationalstraße Ruta 3 über Coroico und Caranavi in nordöstlicher Richtung bis zur Brücke über den Río Beni. Vor der Brücke zweigt eine unbefestigte Landstraße in östlicher Richtung von der Ruta 3 ab und erreicht flussaufwärts nach vierzehn Kilometern Villa Litoral.

## Bevölkerung
Die Einwohnerzahl des Ortes ist in dem Jahrzehnt zwischen den beiden letzten Volkszählungen um mehr als ein Drittel zurückgegangen:
| Jahr | Einwohner         | Quelle       |
| ---- | ----------------- | ------------ |
| 1992 | keine Detaildaten | Volkszählung |
| 2001 | 388               | Volkszählung |
| 2012 | 238               | Volkszählung |
| 2024 |                   | Volkszählung |

Die Region weist einen hohen Anteil an Aymara-Bevölkerung auf, in der Provinz Caranavi sprechen 57,8 Prozent der Bevölkerung Aymara.